# Marijke Dillen
Marijke Elisabeth Rudolf Dillen (Mortsel, 11 december 1960) is een Belgische advocate en Vlaams-nationalistisch politica voor het Vlaams Belang.

## Levensloop
Zij is de dochter van Karel Dillen, de oprichter van het Vlaams Blok, en haar peetvader was schrijver en Vlaams activist Wies Moens. Ze studeerde in 1978 af in de Latijns-Griekse humaniora aan het Onze-Lieve-Vrouw Instituut te Antwerpen en behaalde ze in 1983 haar licentie in de rechten aan het UFSIA. Ze schreef zich in als advocate aan de Balie van Antwerpen.
Tijdens haar studies was ze lid van het Katholiek Vlaams Hoogstudentenverbond Antwerpen. Dillen werd al snel politiek actief in het Vlaams Blok, de partij waarvoor ze in 1988 verkozen werd tot gemeenteraadslid van Antwerpen, een functie die ze uitoefende tot in 1994. Van 1989 tot 1991 leidde ze de Vlaams Blok-fractie in de gemeenteraad. In tegenstelling tot haar broer Koen Dillen werd ze gerekend tot de medestanders van Filip Dewinter, de zogenaamde harde lijn binnen het Vlaams Blok-Vlaams Belang.
Van 1991 tot 1995 zetelde Dillen voor het arrondissement Antwerpen in de Kamer van volksvertegenwoordigers. In de periode januari 1992-mei 1995 had ze als gevolg van het toen bestaande dubbelmandaat ook zitting in de Vlaamse Raad. Bij de eerste rechtstreekse verkiezingen voor het Vlaams Parlement van 21 mei 1995 werd ze verkozen in de kieskring Antwerpen. Ook na de volgende Vlaamse verkiezingen van 13 juni 1999, 13 juni 2004 en 7 juni 2009  bleef ze Vlaams volksvertegenwoordiger tot mei 2014. Tussen juli 2004 en juli 2009 en tussen juli 2009 en mei 2014 maakte ze als eerste respectievelijk tweede ondervoorzitter deel uit van het Bureau (dagelijks bestuur) van het Vlaams Parlement. Op 30 juni 2014 kende het Bureau haar de titel van ere-ondervoorzitter van het Vlaams Parlement toe. Als parlementslid ging ze zich toeleggen op gezinsproblematiek, media, gezondheidszorg, sociale zaken, justitie en de Haven van Antwerpen.
In 2001 deed ze haar intrede in de gemeenteraad van Schilde, waar ze nog steeds zetelt. Ze werd lid van de partijraad van het Vlaams Belang en is woonachtig in deelgemeente 's Gravenwezel. Met 1553 initiatieven was ze volgens de website ze werken voor jou in de legislatuur 2009 - 2014 het 4de meest actieve Vlaams Parlementslid. In 2014 werd ze opnieuw verkozen in de Kamer, maar Dillen besloot niet te zetelen en gaf haar zetel door aan Jan Penris.
Van 2018 tot 2019 was Marijke Dillen provincieraadslid van Antwerpen. Bij de verkiezingen van mei 2019 werd ze als lijstduwer van de Antwerpse Vlaams Belang-lijst opnieuw verkozen in de Kamer. Deze keer nam ze haar mandaat wel op en Dillen werd actief in de commissie Justitie. Bij de verkiezingen van juni 2024 werd ze als lijstduwer opnieuw verkozen in de Kamer.
Gerelateerde onderwerpen: Partijprogramma · 70-puntenplan · Cordon sanitaire · Racismeklacht